# باشگاه فوتبال سپاهان در فصل ۸۳–۱۳۸۲
در این صفحه شما اطلاعات سپاهان اصفهان در فصل ۸۳–۱۳۸۲ فوتبال ایران را خواهید دید. سپاهان اصفهان در این فصل در لیگ برتر سوم و جام حذفی شرکت کرد.

## لیگ برتر

### بازیکنان
فهرست بازیکنان باشگاه فوتبال سپاهان اصفهان در فصل ۸۳–۱۳۸۲ به شرح زیر است.